# Azzedine Doukha
Azzedine Doukha, född 5 augusti 1986 i Chettia, är en algerisk fotbollsmålvakt som spelar för Al-Raed.